# Міністерство фінансів Японії

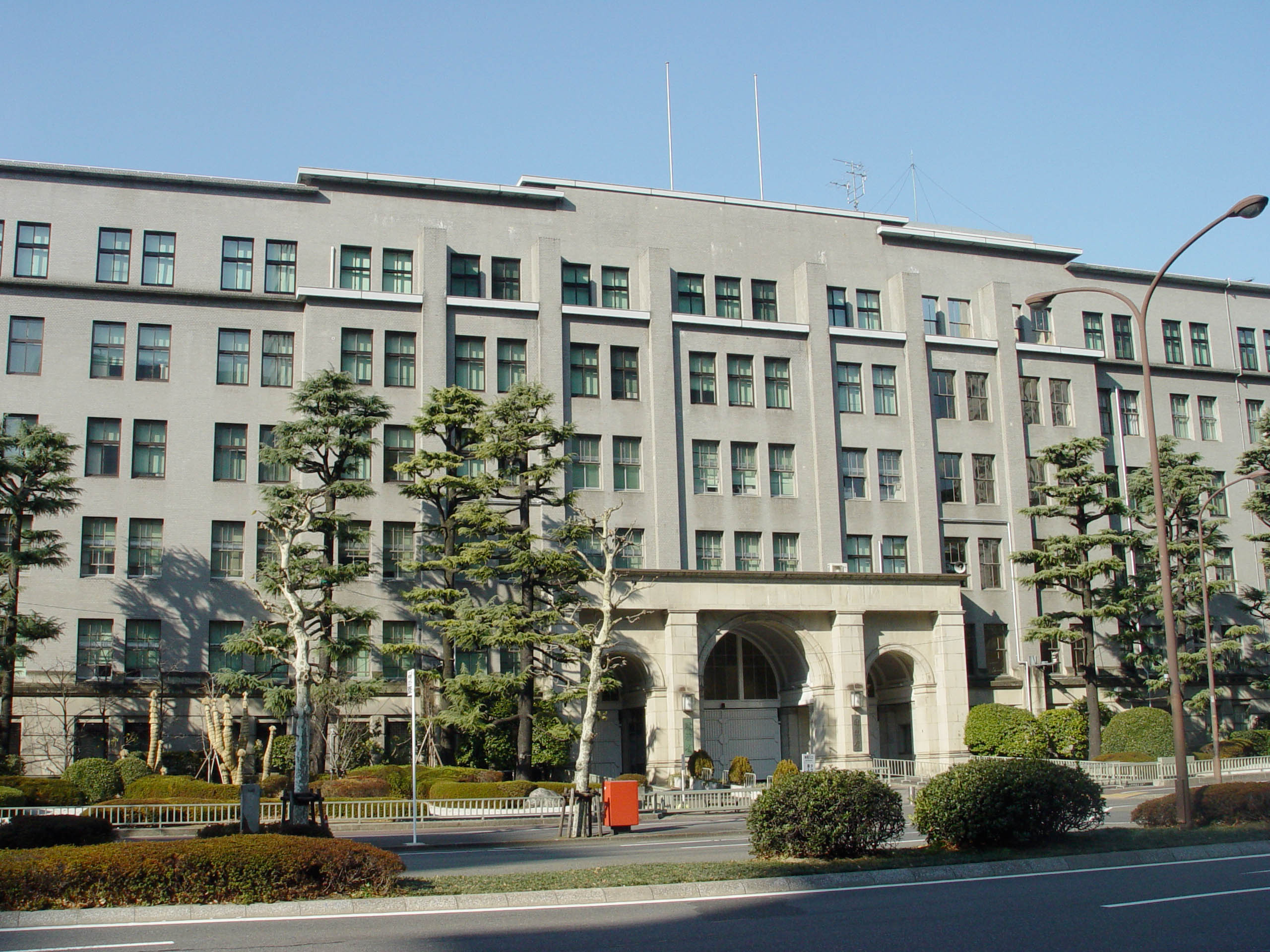
Будівля Міністерства фінансів Японії.

Міністерство фінансів (яп. 財務省, ざいむしょう, дзайму-сьо; до 2001 року яп. 大蔵省, おおくらしょう, окура-сьо) — центральний орган виконавчої влади Японії. Відповідає за фінансову політику країни. Заснована 15 серпня 1869 року. Протягом 1869 — 1885 років була складовою Великої державної ради. З 1885 року є складовою Кабінету міністрів Японії. Згідно з законом Японії від 1999 року про Міністерство фінансів, має на меті забезпечення нормальної фінансової політики, здійснення належного і справедливого оподаткування, провадження контролю за митницями, забезпечення повноти державної скарбниці, довіри до валюти та стабільності обмінного курсу.

## Історія
- 10 лютого 1868 — засновано Рахункову канцелярію (会計事務, кайкей-дзіму) при центральному Імператорському уряді. Очолювалися головами (総裁, сосай).
- 25 лютого 1868 — реформовано у нову Рахункову канцелярію (会計事務局, кайкей-дзімукьоку). Очолювалися головами (督, камі).
- 17 червня 1868 — згідно з указом про форму державного правління Рахункову канцелярію перетворено на Рахункову раду (会計官, кайкейкан). Очолювалася головами (知事, тідзі)
- 15 серпня 1869 — Іноземна рада перетворена на Міністерство фінансів (大蔵省, окура-сьо), що підпорядковувалося Великій державній раді. Очолювалося міністрами (卿, кьо)
- 29 серпня 1871 — у зв'язку з реформою державного апарату Міністерство закордонних справ перепідпорядковане Правій палаті Великої державної ради.
- 22 грудня 1885 — у зв'язку з реформою державного апарату Міністерство закордонних справ стало підпорядковуватись Кабінету міністрів Японії. Очолювалося міністрами (大臣, дайдзін)
- 6 січня 2001 — реформовано у нове Міністерство фінансів (財務省, дзаймусьо). Очолювалося міністрами (大臣, дайдзін).

## Голови
| Міністерство фінансів (Велика державна рада) |                    |                                   |                       |
| №                                            | Ім'я               | Термін                            | Приналежність         |
| 1                                            | Мацудайра Йосінаґа | 19 вересня 1869 — 29 вересня 1869 | володар Фукуй-хану    |
| 2                                            | Дате Муненарі      | 16 жовтня 1869 — 14 червня 1871   | володар Увадзіма-хану |
| 3                                            | Окубо Тосіміті     | 13 серпня 1871 — 12 жовтня 1873   | Фракція Сацума        |
| 4                                            | Окума Сіґенобу     | 25 жовтня 1873 — 28 лютого 1880   | Фракція Саґа          |
| 5                                            | Сано Цунетамі      | 28 лютого 1880 — 21 жовтня 1881   | Фракція Саґа          |
| 6                                            | Мацуката Масайосі  | 21 жовтня 1881 — 22 грудня 1885   | Фракція Сацума        |

| Міністерство фінансів (大蔵省, Кабінет Міністрів) |                    |                                                                                           |                          |                                             |
| №                                                 | Ім'я               | Кабінет                                                                                   | Вступив на посаду        | Приналежність                               |
| 1                                                 | Мацуката Масайосі  | Перший кабінет Іто Кабінет Куроди Перший кабінет Ямаґати Перший кабінет Мацукати          | 22 грудня 1885           | Фракція Сацума                              |
| 2                                                 | Ватанабе Кунітаке  | Другий кабінет Іто                                                                        | 8 серпня 1892            | Фракція Сацума                              |
| 3                                                 | Мацуката Масайосі  | Другий кабінет Іто                                                                        | 17 березня 1896          | Фракція Сацума                              |
| 4                                                 | Ватанабе Кунітаке  | Другий кабінет Іто                                                                        | 27 серпня 1896           | Фракція Сацума                              |
| 5                                                 | Мацуката Масайосі  | Другий кабінет Мацукати                                                                   | 18 вересня 1896          | Фракція Сацума                              |
| 6                                                 | Іноуе Каору        | Третій кабінет Іто                                                                        | 12 січня 1898            | Фракція Тьосю                               |
| 7                                                 | Мацуда Масахіса    | Перший кабінет Окуми                                                                      | 30 червня 1898           | Конституційна партія                        |
| 8                                                 | Мацуката Масайосі  | Другий кабінет Ямаґати                                                                    | 8 листопада 1898         | Фракція Сацума                              |
| 9                                                 | Ватанабе Кунітаке  | Четвертий кабінет Іто                                                                     | 19 жовтня 1900           | Товариство друзів конституційного уряду     |
| —                                                 | Сай'ондзі Кіммоті  | Четвертий кабінет Іто                                                                     | 14 травня 1901 (в.о.)    | Товариство друзів конституційного уряду     |
| 10                                                | Соне Арасуке       | Перший кабінет Кацури                                                                     | 2 червня 1901            | Фракція Тьосю                               |
| 11                                                | Сакатані Йосіо     | Перший кабінет Сай'ондзі                                                                  | 7 січня 1906             | Міністерство фінансів                       |
| 12                                                | Мацуда Масахіса    | Перший кабінет Сай'ондзі                                                                  | 14 січня 1908            | Товариство друзів конституційного уряду     |
| 13                                                | Кацура Таро        | Другий кабінет Кацури                                                                     | 17 липня 1908 (в.о.)     | Фракція Тьосю                               |
| 14                                                | Ямамото Тацуо      | Другий кабінет Сай'ондзі                                                                  | 30 серпня 1911           | фінансові кола                              |
| 15                                                | Вакацукі Рейдзіро  | Третій кабінет Кацури                                                                     | 21 грудня 1912           | Міністерство фінансів                       |
| 16                                                | Такахасі Корекійо  | Перший кабінет Ямамото                                                                    | 20 лютого 1913           | Товариство друзів конституційного уряду     |
| 17                                                | Вакацукі Рейдзіро  | Другий кабінет Окуми                                                                      | 16 квітня 1914           | Чайний клуб Палати перів                    |
| 18                                                | Такетомі Томітосі  | Другий кабінет Окуми                                                                      | 10 серпня 1915           | Товариство спільників конституційного уряду |
| 19                                                | Терауті Масатаке   | Кабінет Терауті                                                                           | 9 жовтня 1916 (в.о.)     | Фракція Тьосю                               |
| 20                                                | Сьода Кадзуе       | Кабінет Терауті                                                                           | 16 грудня 1916           | Наукове товариство Палати перів             |
| 21                                                | Такахасі Корекійо  | Кабінет Хари Кабінет Такахасі                                                             | 29 вересня 1918          | Товариство друзів конституційного уряду     |
| 22                                                | Ітікі Отохіко      | Кабінет Като Томосабуро                                                                   | 12 червня 1922           | Національний банк Японії                    |
| 23                                                | Іноуе Дзюнносуке   | Другий кабінет Ямамото                                                                    | 2 вересня 1923           | Національний банк Японії                    |
| 24                                                | Сьода Кадзуе       | Кабінет Кійоури                                                                           | 7 січня 1924             | Наукове товариство Палати перів             |
| 25                                                | Хамаґуті Осаті     | Кабінет Като Такаакі Перший кабінет Вакацукі                                              | 11 червня 1924           | Конституційне товариство                    |
| 26                                                | Хаямі Сейдзі       | Перший кабінет Вакацукі                                                                   | 3 червня 1925            | Конституційне товариство                    |
| 27                                                | Катаока Наохару    | Перший кабінет Вакацукі                                                                   | 19 вересня 1925          | Конституційне товариство                    |
| 28                                                | Такахасі Корекійо  | Кабінет Танаки Ґіїті                                                                      | 20 квітня 1927           | Товариство друзів конституційного уряду     |
| 29                                                | Міцуті Тюдзо       | Кабінет Танаки Ґіїті                                                                      | 2 червня 1927            | Товариство друзів конституційного уряду     |
| 30                                                | Іноуе Дзюнносуке   | Кабінет Хамаґуті Другий кабінет Вакацукі                                                  | 2 липня 1929             | Конституційно-демократична партія           |
| 31                                                | Такахасі Корекійо  | Кабінет Інукаї Кабінет Сайто                                                              | 13 грудня 1931           | Товариство друзів конституційного уряду     |
| 32                                                | Фудзії Саданобу    | Кабінет Окади                                                                             | 8 липня 1934             | Міністерство фінансів                       |
| 33                                                | Такахасі Корекійо  | Кабінет Окади                                                                             | 27 листопада 1934        | Товариство друзів конституційного уряду     |
| 34                                                | Матіда Тюдзі       | Кабінет Окади                                                                             | 27 лютого 1936           | Партія народного правління                  |
| 35                                                | Баба Ейїті         | Кабінет Хіроти                                                                            | 9 березня 1936           | Наукове товариство Палати перів             |
| 36                                                | Юкі Тойотаро       | Кабінет Хаясі                                                                             | 2 лютого 1937            | фінансові кола                              |
| 37                                                | Кая Окінорі        | Перший кабінет Коное                                                                      | 4 червня 1937            | Міністерство фінансів                       |
| 38                                                | Ікеда Сіґеакі      | Перший кабінет Коное                                                                      | 26 травня 1938           | фінансові кола                              |
| 39                                                | Ісівата Сотаро     | Кабінет Хірануми                                                                          | 5 січня 1939             | Міністерство фінансів                       |
| 40                                                | Аокі Кадзуо        | Кабінет Абе                                                                               | 30 серпня 1939           | Міністерство фінансів                       |
| 41                                                | Сакурауті Юкіо     | Кабінет Йоная                                                                             | 16 січня 1940            | Партія народного правління                  |
| 42                                                | Кавада Ісао        | Другий кабінет Коное                                                                      | 22 липня 1940            | Міністерство фінансів                       |
| 43                                                | Оґура Масацуне     | Третій кабінет Коное                                                                      | 18 липня 1941            | фінансові кола                              |
| 44                                                | Кая Окінорі        | Кабінет Тодзьо                                                                            | 18 жовтня 1941           | Міністерство фінансів                       |
| 45                                                | Ісівата Сотаро     | Кабінет Тодзьо Кабінет Коїсо                                                              | 19 лютого 1944           | Міністерство фінансів                       |
| 46                                                | Цусіма Дзюїті      | Кабінет Коїсо                                                                             | 21 лютого 1945           | Міністерство фінансів                       |
| 47                                                | Хіросе Тойосаку    | Кабінет Судзукі Кантаро                                                                   | 7 квітня 1945            | Міністерство фінансів                       |
| 48                                                | Цусіма Дзюїті      | Кабінет Хіґасінокуні                                                                      | 17 серпня 1945           | Міністерство фінансів                       |
| 49                                                | Сібусава Кейдзо    | Кабінет Сідехари                                                                          | 9 жовтня 1945            | фінансові кола                              |
| 50                                                | Ісібасі Тандзан    | Перший кабінет Йосіди                                                                     | 22 травня 1946           | фінансові кола                              |
| —                                                 | Катаяма Тецу       | Кабінет Катаями                                                                           | 24 травня 1947 (в.о.)    | Японська соціалістична партія               |
| 51                                                | Яно Сьотаро        | Кабінет Катаями                                                                           | 1 червня 1947            | Демократична партія                         |
| 52                                                | Курусу Такео       | 25 червня Кабінет Катаями                                                                 | 25 червня 1947           | Товариство зеленого вітру Палати радників   |
| 53                                                | Кітамура Токутаро  | Кабінет Асіди                                                                             | 10 березня 1948          | Демократична партія                         |
| —                                                 | Йосіда Сіґеру      | Другий кабінет Йосіди                                                                     | 15 жовтня 1948 (в.о.)    | Демократично-ліберальна партія              |
| 54                                                | Ідзуміяма Санроку  | Другий кабінет Йосіди                                                                     | 19 жовтня 1948           | Демократично-ліберальна партія              |
| —                                                 | Оя Сіндзо          | Другий кабінет Йосіди                                                                     | 14 грудня 1948 (в.о.)    | Демократично-ліберальна партія              |
| 55                                                | Ікеда Хаято        | Третій кабінет Йосіди                                                                     | 16 лютого 1949           | Демократично-ліберальна партія              |
| 56                                                | Мукаї Тадахару     | Четвертий кабінет Йосіди                                                                  | 30 жовтня 1952           | громадський діяч                            |
| 57                                                | Оґасавара Санроку  | П'ятий кабінет Йосіди                                                                     | 21 травня 1953           | Ліберальна партія                           |
| 58                                                | Ітімада Хісато     | Перший кабінет Хатоями Ітіро                                                              | 10 грудня 1954           | Ліберально-демократична партія              |
| 59                                                | Ітімада Хісато     | Другий кабінет Хатоями Ітіро                                                              | 19 березня 1955          | Ліберально-демократична партія              |
| 60                                                | Ітімада Хісато     | Третій кабінет Хатоями Ітіро                                                              | 22 листопада 1955        | Ліберально-демократична партія              |
| 61                                                | Ікеда Хаято        | Кабінет Ісібасі                                                                           | 23 грудня 1956           | Ліберально-демократична партія              |
| 62                                                | Ікеда Хаято        | Перший кабінет Кісі                                                                       | 25 лютого 1957           | Ліберально-демократична партія              |
| 63                                                | Ітімада Хісато     | Перший кабінет Кісі (ротація)                                                             | 10 липня 1957            | Ліберально-демократична партія              |
| 64                                                | Сато Ейсаку        | Другий кабінет Кісі                                                                       | 12 червня 1958           | Ліберально-демократична партія              |
| 65                                                | Мідзута Мікіо      | Перший кабінет Ікеди                                                                      | 19 липня 1960            | Ліберально-демократична партія              |
| 66                                                | Мідзута Мікіо      | Другий кабінет Ікеди Другий кабінет Ікеди (перша ротація)                                 | 8 грудня 1960            | Ліберально-демократична партія              |
| 67                                                | Танака Какуей      | Другий кабінет Ікеди (друга ротація) Другий кабінет Ікеди (третя ротація)                 | 19 липня 1962            | Ліберально-демократична партія              |
| 68                                                | Танака Какуей      | Третій кабінет Танаки                                                                     | 9 грудня 1963            | Ліберально-демократична партія              |
| 69                                                | Танака Какуей      | Перший кабінет Сато                                                                       | 9 листопада 1964         | Ліберально-демократична партія              |
| 70                                                | Фукуда Такео       | Перший кабінет Сато (перша ротація) Перший кабінет Сато (друга ротація)                   | 3 червня 1965            | Ліберально-демократична партія              |
| 71                                                | Мідзута Мікіо      | Перший кабінет Сато (третя ротація)                                                       | 3 грудня 1966            | Ліберально-демократична партія              |
| 72                                                | Мідзута Мікіо      | Другий кабінет Сато Другий кабінет Сато (перша ротація)                                   | 7 лютого 1967            | Ліберально-демократична партія              |
| 73                                                | Фукуда Такео       | Другий кабінет Сато (друга ротація)                                                       | 30 листопада 1968        | Ліберально-демократична партія              |
| 74                                                | Фукуда Такео       | Третій кабінет Сато                                                                       | 14 січня 1970            | Ліберально-демократична партія              |
| 75                                                | Мідзута Мікіо      | Третій кабінет Сато (ротація)                                                             | 5 липня 1971             | Ліберально-демократична партія              |
| 76                                                | Уекі Косіро        | Перший кабінет Танаки Какуея                                                              | 7 липня 1972             | Ліберально-демократична партія              |
| 77                                                | Айті Кіїті         | Другий кабінет Танаки Какуея                                                              | 22 грудня 1972           | Ліберально-демократична партія              |
| —                                                 | Танака Какуей      | Другий кабінет Танаки Какуея                                                              | 23 листопада 1973 (в.о.) | Ліберально-демократична партія              |
| 78                                                | Фукуда Такео       | Другий кабінет Танаки Какуея (перша ротація)                                              | 25 листопада 1973        | Ліберально-демократична партія              |
| 79                                                | Охіра Масайосі     | Другий кабінет Танаки Какуея (перша ротація) Другий кабінет Танаки Какуея (друга ротація) | 16 липня 1974            | Ліберально-демократична партія              |
| 80                                                | Охіра Масайосі     | Кабінет Мікі                                                                              | 9 грудня 1974            | Ліберально-демократична партія              |
| 81                                                | Бо Хідео           | Кабінет Фукуди Такео                                                                      | 14 грудня 1976           | Ліберально-демократична партія              |
| 82                                                | Мураяма Тацуо      | Кабінет Фукуди Такео (ротація)                                                            | 28 листопада 1977        | Ліберально-демократична партія              |
| 83                                                | Канеко Іппей       | Перший кабінет Охіри                                                                      | 7 грудня 1978            | Ліберально-демократична партія              |
| 84                                                | Такесіта Нобору    | Другий кабінет Лхіри                                                                      | 9 листопада 1979         | Ліберально-демократична партія              |
| 85                                                | Ватанабе Мітіо     | Кабінет Судзукі Дзенко                                                                    | 17 липня 1980            | Ліберально-демократична партія              |
| 86                                                | Такесіта Нобору    | Перший кабінет Накасоне                                                                   | 27 листопада 1982        | Ліберально-демократична партія              |
| 87                                                | Такесіта Нобору    | Другий кабінет Накасоне                                                                   | 27 грудня 1983           | Ліберально-демократична партія              |
| 88                                                | Міядзава Кіїті     | Третій Кабінет Накасоне                                                                   | 22 липня 1986            | Ліберально-демократична партія              |
| 89                                                | Міядзава Кіїті     | Кабінет Такесіти                                                                          | 6 листопада 1987         | Ліберально-демократична партія              |
| 90                                                | Такесіта Нобору    | Кабінет Такесіти                                                                          | 9 грудня 1988 (в.о.)     | Ліберально-демократична партія              |
| 91                                                | Мураяма Тацуо      | Кабінет Такесіти                                                                          | 24 грудня 1988           | Ліберально-демократична партія              |
| 92                                                | Мураяма Тацуо      | Кабінет Уно                                                                               | 3 червня 1989            | Ліберально-демократична партія              |
| 93                                                | Хасімото Рютаро    | Перший кабінет Кайфу                                                                      | 10 серпня 1989           | Ліберально-демократична партія              |
| 94                                                | Хасімото Рютаро    | Другий кабінет Кайфу                                                                      | 28 лютого 1990           | Ліберально-демократична партія              |
| 95                                                | Кайфу Тосікі       | Другий кабінет Кайфу (ротація)                                                            | 14 жовтня 1991 (в.о.)    | Ліберально-демократична партія              |
| 96                                                | Хата Цутому        | Кабінет Міядзави                                                                          | 5 листопада 1991         | Ліберально-демократична партія              |
| 97                                                | Хаясі Йосіро       | Кабінет Міядзави (ротація)                                                                | 12 грудня 1992           | Ліберально-демократична партія              |
| 98                                                | Фудзії Хіросхіса   | Кабінет Хосокави                                                                          | 9 серпня 1993            | Партія оновлення Японії                     |
| 99                                                | Фудзії Хіросхіса   | Кабінет Хати                                                                              | 28 квітня 1994           | Партія оновлення Японії                     |
| 100                                               | Такемура Масайосі  | Кабінет Мураями                                                                           | 30 червня 1994           | Нова партія Сакіґаке                        |
| 101                                               | Кубо Ватару        | Перший кабінет Хасімото                                                                   | 11 січня 1996            | Японська соціалістична партія               |
| 102                                               | Міцудзука Хіросі   | Другий кабінет Хасімото                                                                   | 7 листопада 1996         | Ліберально-демократична партія              |
| 103                                               | Хасімото Рютаро    | Другий кабінет Хасімото (ротація)                                                         | 28 січня 1998 (в.о.)     | Ліберально-демократична партія              |
| 104                                               | Мацунаґа Хікару    | Другий кабінет Хасімото (ротація)                                                         | 30 січня 1998            | Ліберально-демократична партія              |
| 105                                               | Міядзава Кіїті     | Каібнет Обуті                                                                             | 30 липня 1998            | Ліберально-демократична партія              |
| 106                                               | Міядзава Кіїті     | Перший кабінет Морі                                                                       | 5 квітня 2000            | Ліберально-демократична партія              |
| 107                                               | Міядзава Кіїті     | Другий кабінет Морі                                                                       | 7 квітня 2000            | Ліберально-демократична партія              |
| Міністерство фінансів (財務省, Кабінет Міністрів) |                    |                                                                                           |                          |                                             |
| 1                                                 | Міядзава Кіїті     | Другий кабінет Морі (ротація)                                                             | 6 січня 2001             | Ліберально-демократична партія              |
| 2                                                 | Сіокава Масадзюро  | Перший кабінет Коїдзумі Перший кабінет Коїдзумі (перша ротація)                           | 26 квітня 2001           | Ліберально-демократична партія              |
| 3                                                 | Таніґакі Садакадзу | Перший кабінет Коїдзумі (друга ротація)                                                   | 22 вересня 2003          | Ліберально-демократична партія              |
| 4                                                 | Таніґакі Садакадзу | Другий кабінет Коїдзумі                                                                   | 19 листопада 2003        | Ліберально-демократична партія              |
| 5                                                 | Таніґакі Садакадзу | Третій кабінет Коїдзумі                                                                   | 21 вересня 2005          | Ліберально-демократична партія              |
| 6                                                 | Омі Кодзі          | Кабінет Абе                                                                               | 26 вересня 2006          | Ліберально-демократична партія              |
| 7                                                 | Нукаґа Фукудзіро   | Кабінет Абе (ротація)                                                                     | 27 серпня 2007           | Ліберально-демократична партія              |
| 8                                                 | Нукаґа Фукудзіро   | Кабінет Фукуди Ясуо                                                                       | 26 вересня 2007          | Ліберально-демократична партія              |
| 9                                                 | Ібуку Буммей       | Кабінет Фукуди Ясуо (ротація)                                                             | 2 серпня 2008            | Ліберально-демократична партія              |
| 10                                                | Накаґава Сьоїті    | Кабінет Асо                                                                               | 24 вересня 2008          | Ліберально-демократична партія              |
| 11                                                | Йосано Каору       | Кабінет Асо                                                                               | 17 лютого 2009           | Ліберально-демократична партія              |
| 12                                                | Фудзії Хірохіса    | Кабінет Хатоями Юкіо                                                                      | 16 вересня 2009          | Демократична партія                         |
| 13                                                | Кан Наото          | Кабінет Хатоями Юкіо                                                                      | 7 січня 2010             | Демократична партія                         |